# Менье, Станислас-Этьен
Станислас-Этьенн Менье (фр. Stanislas-Étienne Meunier; 18 июля 1843, Париж — 29 апреля 1925, Париж) — французский геолог, минералог, астроном. Педагог, профессор Парижского Национального музея естественной истории.

## Биография

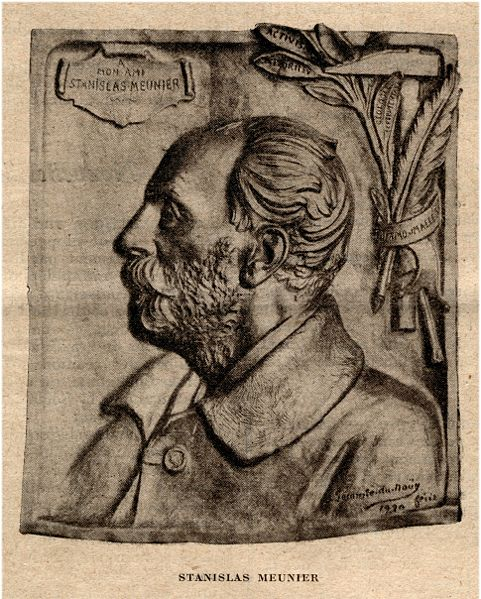
Станислас-Этьенн Менье

С 1864 года работал помощником у известного геолога Габриэля Добрэ (1814—1896), который оказал сильное влияние его дальнейшую научную карьеру. С 1867 года работал в Национальном музее естественной истории, с 1892 до ухода на пенсию в 1920 году — заведующим кафедрой геологии этого музея. Первым стал преподавать курс «Экспериментальной геологии» в качестве отдельной отрасли науки.
Кроме прочего, занимался исследованиями метеоритов, определил тридцать химических элементов, которые также могут находиться в земных горных породах. Развив идеи Густава Кирхгофа и Роберта Вильгельма Бунзена, проведя спектральный анализ Солнца, Менье заявил про единство химического состава веществ в Солнечной системе. Кроме того, им проведены важные геологические общие и экспериментальные исследования Парижского бассейна.
Автор работ по сравнительной и экспериментальной геологии, минералогии, описаний коллекций метеоритов. Ему принадлежат фундаментальные «Сравнительная планетология» (термин, который придумал Менье) и «Общая геология». Опубликовал более 570 научных работ. Многие его статьи были напечатаны в журналах La Nature и Revue Scientifique.
Лауреат премии имени Лаланда Парижской АН (1878).
Член Лиги французского отечества .

## Избранные труды
- Les Méthodes de synthèse en minéralogie (Baudry, Paris 1871)
- Le Ciel géologique, prodrome de géologie comparée (Didot — 1871)
- Lithologie pratique ou étude générale et particulière des roches (Dunod — 1872)
- Le Monde végétal (Hachette — 1881)
- La Planète que nous habitons : notions familières d’astronomie physique (Hachette — 1881)
- Excursions géologiques à travers la France (1882)
- Les Sources (Hachette, Coll. Bibliothèque des Merveilles — 1886)
- Géologie régionale de la France, (Dunod — 1889)
- La Géologie comparée (1895)
- Guide dans la collection des météorites avec le catalogue des chutes représentées au muséum, (Imprimerie Nationale, Paris — 1898, Muséum d’histoire naturelle)
- Nos terrains (Armand Colin — 1898)
- La géologie expérimentale (Alcan — 1899)--- Experimental geology
- Les Convulsions de l’écorce terrestre (Flammarion — 1909)
- La géologie générale (F. Alcan, Paris, 1910)
- L’évolution des théories géologiques (1912)
- La Géologie des environs de Paris (1912)
- La Géologie biologique (1914)
- Histoire géologique de la mer (Flammarion — 1917)
- Les Glaciers et les montagnes (Flammarion — 1920)
- Géologie. ouvrage destiné aux élèves des écoles d’agriculture et de l’institut d’agriculture…, aux ingénieurs, aux coloniaux… (Vuibert, 1922)